# 石河街道
石河街道，是中华人民共和国辽宁省大連市金州区下辖的一个乡镇级行政单位。

## 行政区划
石河街道下辖以下地区：
景明社区、春华社区、石河社区、唐家社区、北海社区、黄旗社区、钓鱼台社区、大山社区和华农社区。